# Neh
Neh (em persa: دهستان نه) é um distrito rural (dehestan) no distrito central do condado de Nehbandan, Coração do Sul, Irão. No censo de 2006, sua população era de 11.478, em 2.769 famílias. O distrito rural tem 64 aldeias.